# コンスタンチン・チトフ

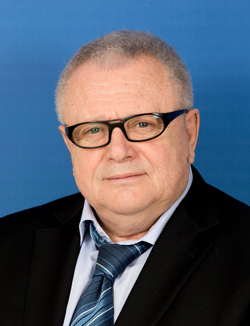
コンスタンチン・チトフ

コンスタンチン・アレクセーエヴィッチ・チトフ（Константин Алексеевич Титов、Konstantin Alekseevich Titov、1944年10月30日 - ）は、ロシアの政治家。サマラ州知事。モスクワ出身。1968年クィブィシェフ航空大学を卒業する。1990年、サマラ市ソビエト議長に選出される。ソ連崩壊後の1991年、改めてサマラ州行政長官（知事に相当）に任命される。チトフの政治的立場は、エリツィン政権内の急進改革派に同調するものであり、アナトリー・チュバイス、エゴール・ガイダルと気脈を通じていた。
1995年には、大統領与党「我が家ロシア」の評議会副議長に選出された。1996年サマラ州知事に選出される。1999年ロシア連邦議会下院国家会議選挙では、チュバイス、ガイダルらとの関係から右派勢力同盟を支持した。
2000年のロシア大統領選挙に立候補するが落選する。得票率は、1.47%で6位であった。
2000年7月サマラ州知事に再選される。